# Kärråkra församling
Kärråkra församling var en församling i Skara stift och i Ulricehamns kommun. Församlingen uppgick 2006 i Hällstads församling.

## Administrativ historik
Församlingen har medeltida ursprung. 
Församlingen var till 1962 annexförsamling i pastoratet Börstig, Kärråkrra och Brismene som före omkring 1550 även omfattade Döve församling och under medeltiden Sandhems (Mussla) församling. Från 1962 till 1989 var den annexförsamling i pastoratet Hällstad, Murum, (Södra) Vånga, Möne och Kärråkra. Från 1989 till 2006 var församlingen annexförsamling i pastoratet Södra Ving, Härna, Fänneslunda, Varnum, Hällstad, Murum, Möne och Kärråkra. Församlingen uppgick 2006 i Hällstads församling.

## Kyrkor
- Kärråkra kyrka